# Tunnel des Lessières
Le tunnel des Lessières est un tunnel de France situé en Savoie, dans la station de sports d'hiver de Val-d'Isère, au-dessus du col de l'Iseran, à 2 940 mètres d'altitude. Tunnel piéton, il est intégré à la piste noire « Tunnel » et par conséquent emprunté par des skieurs. Ces derniers peuvent ainsi quitter le secteur du Solaise pour gagner celui du vallon de l'Iseran et plus loin du glacier du Grand Pisaillas.

## Histoire

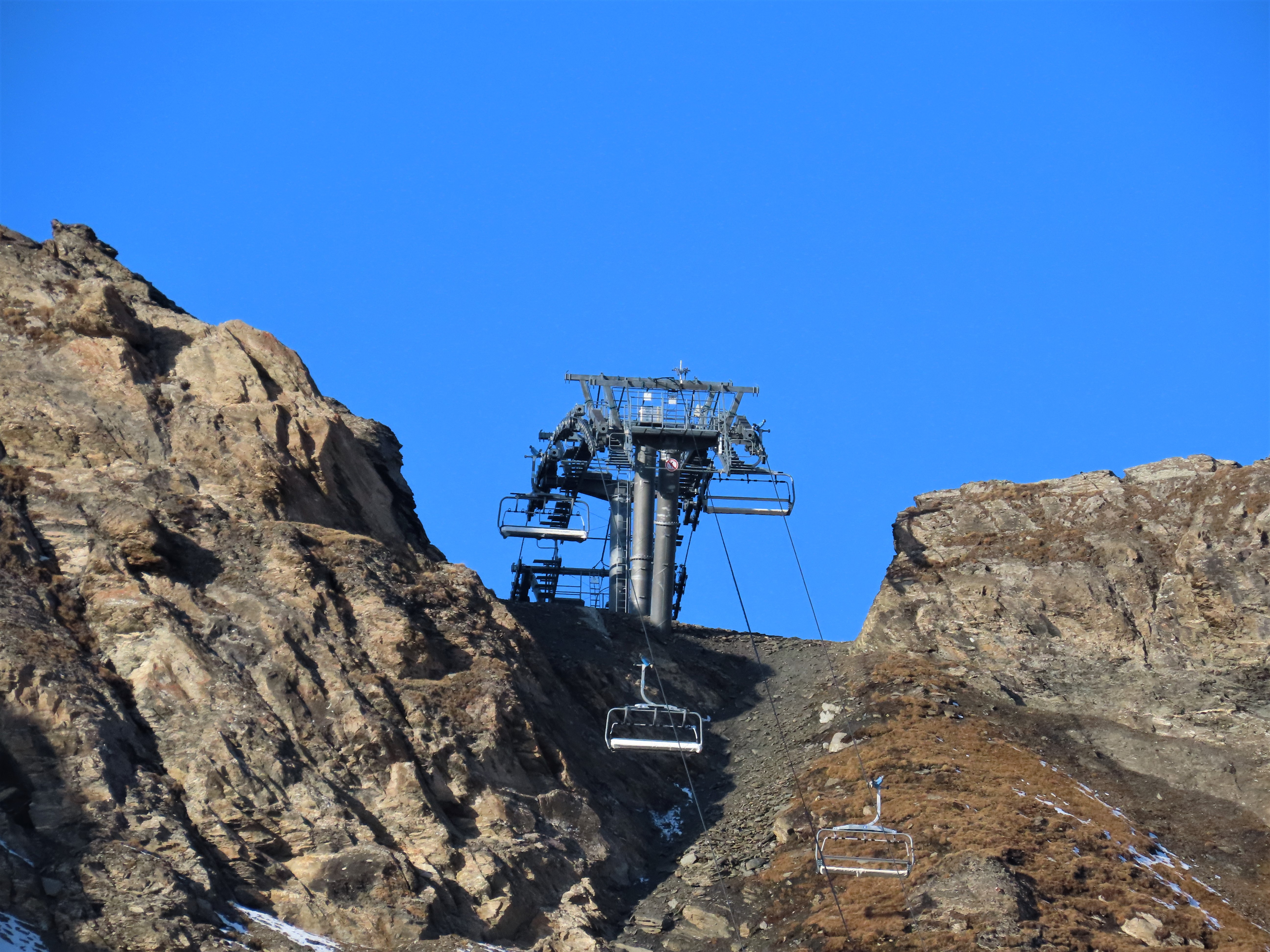
Le télésiège des Lessières franchissant la crête des Lessières.

Après les débuts du ski alpin à Val-d'Isère dans l'entre-deux-guerres, le domaine skiable principalement cantonné au rocher de Bellevarde s'étend au cirque des Lessières avec la construction du téléphérique du Solaise en 1942, du téléski « 3000 » en 1962 et d'autres remontées mécaniques dans les décennies suivantes.
Dans le même temps, dès 1962, la pratique du ski débute sur le glacier du Grand Pisaillas plus à l'est. En hiver, il est alors possible de gagner ce secteur de haute altitude depuis la station via le téléski « 3000 » et la piste de ski « Tunnel ». Dix ans après la construction du téléski « 3000 », la station décide d'agrandir le domaine skiable dans le vallon de l'Iseran,. La piste de ski « Tunnel » est alors l'un des seuls moyens d'accéder à ces nouveaux secteurs — le premier télésiège des Lessières franchissant la crête des Lessière juste au nord du téléski « 3000 » n'étant construit qu'en 1977.
Entre la destruction du téléski « 3000 » en 2012 et sa reconstruction en 2018, le tunnel des Lessières ne voit plus passer de skieurs,.

## Description

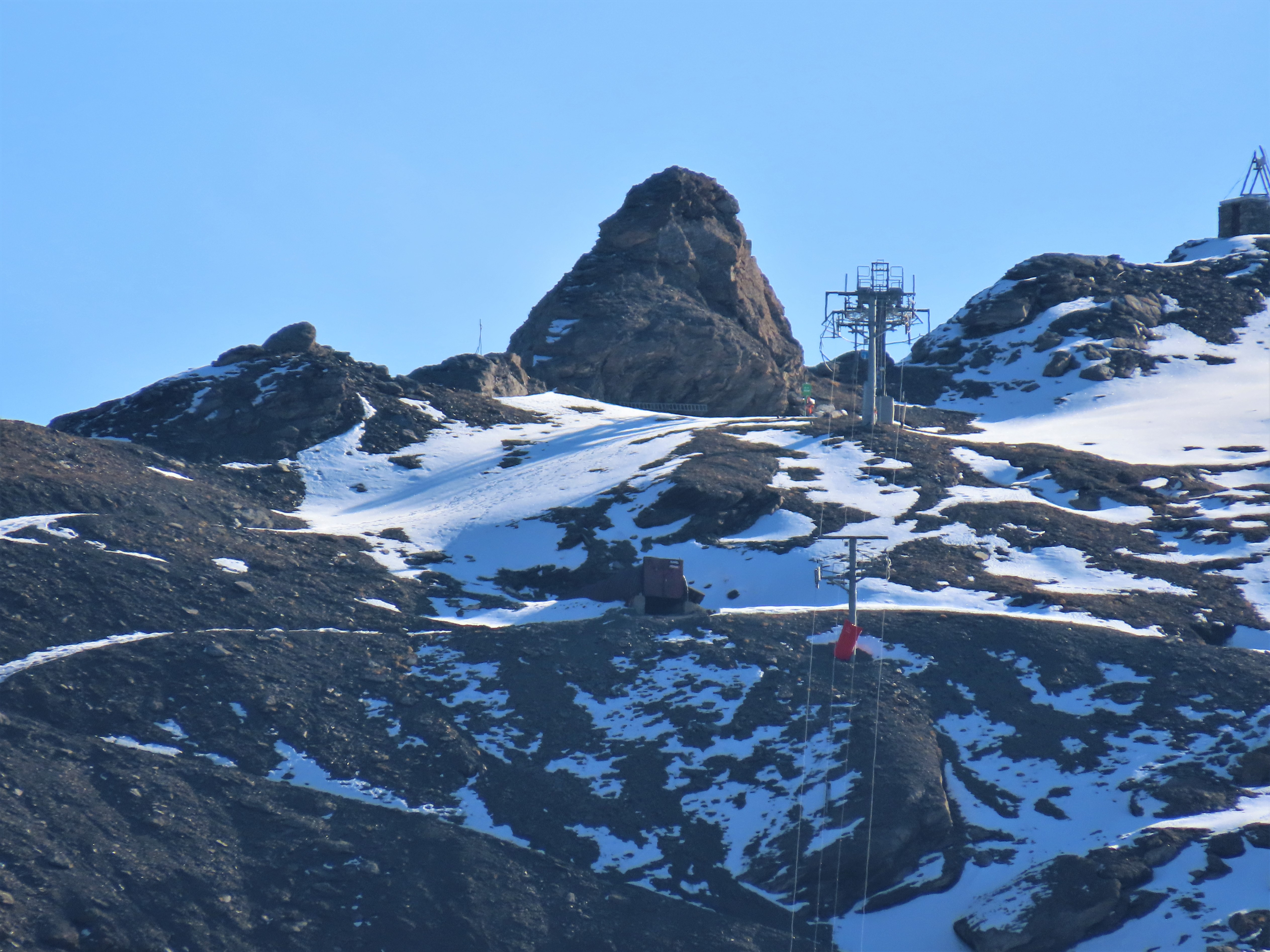
L'entrée ouest du tunnel avec le téléski 3000 depuis le lac de l'Ouillette au nord-ouest.

En période hivernale, le tunnel est desservi par le téléski « 3000 » dans le fond du cirque des Lessières, sur l'adret de la crête des Lessières, sous la pointe des Lessières située au sud-est. Cette remontée mécanique permet d'emprunter la piste de ski noire « 3000 » qui reste sur le même versant mais également la piste de ski noire « Tunnel » qui permet de basculer sur le secteur vallon de l'Iseran et plus loin du glacier du Grand Pisaillas via le-dit tunnel. Cette exploitation dans un secteur d'altitude, escarpé et aux pistes techniques réservées aux skieurs aguerris font que la piste « Tunnel » n'est pas ouverte tous les hivers, notamment en raison du faible enneigement, les chutes de neige, bien qu'abondantes, étant fréquemment soufflée,,.
En période estivale, même si aucun itinéraire de randonnée balisé ne passe dans le secteur, les randonneurs peuvent néanmoins emprunter le tunnel à pied ; des courses de trail empruntent parfois le tunnel,.